# Johann von Waldburg-Sonnenberg
Johann von Sonnenberg Truchsess von Waldburg (1470 – luglio 1510) è stato un nobile tedesco della casa di Waldburg e conte di Sonnenberg.
Nel 1487 combatté in Trentino al servizio del conte Sigismondo del Tirolo. Partecipò alla Disfida di Pradaglia, aggiudicandosi la vittoria contro il cavaliere italiano Antonio Maria Sanseverino a seguito di un lungo duello.
Sposò la contessa di Salm.